# Künstlicher Horizont

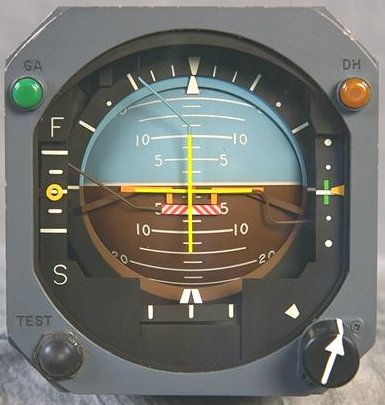
Künstlicher Horizont – mit Warnlämpchen für DH – Decision Height – Entscheidungshöhe, Flight Director Bar

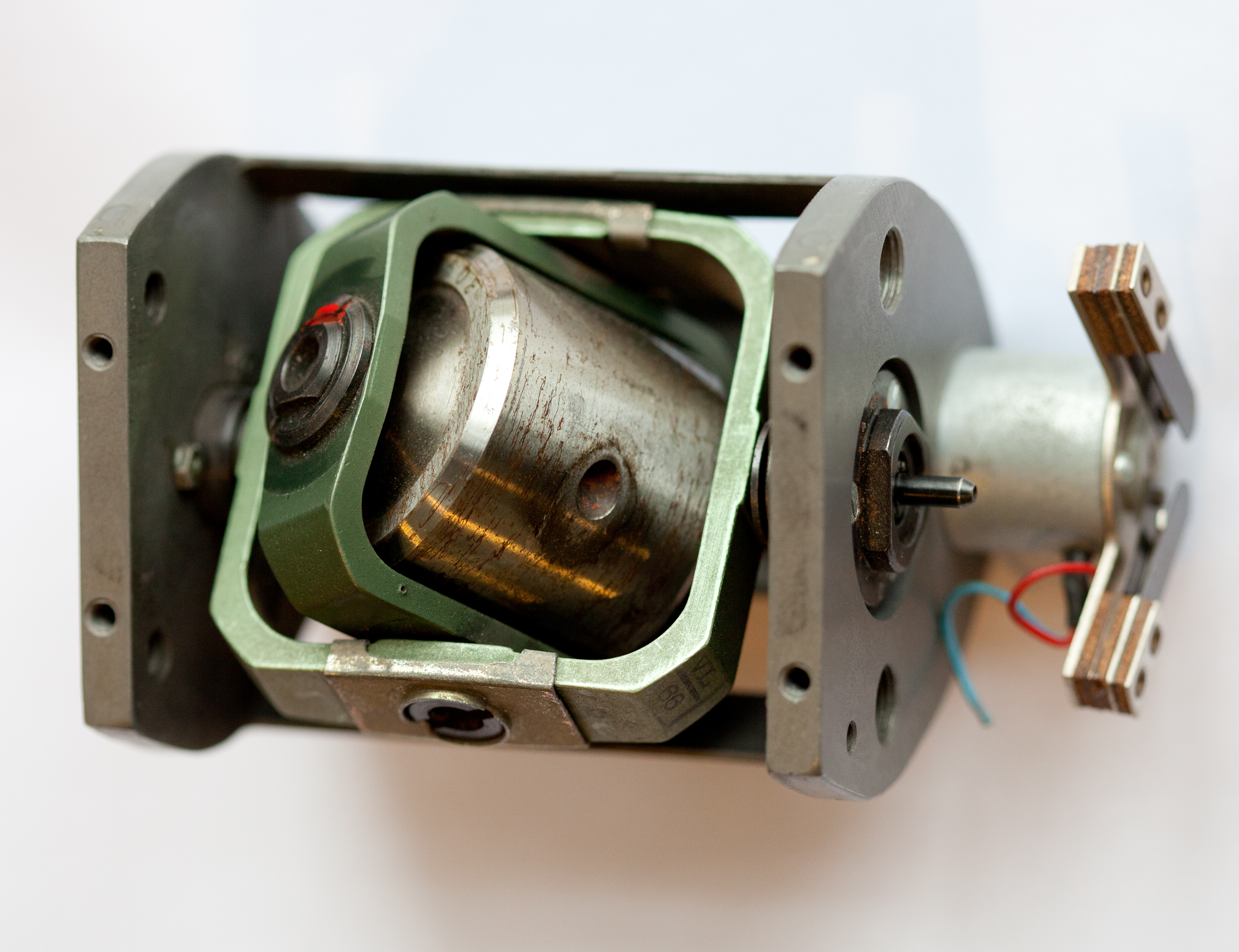
Das Innere eines künstlichen Horizonts

Ein künstlicher Horizont (englisch artificial horizon oder gyro horizon, auch attitude indicator) ersetzt den natürlichen Horizont, wenn dieser nicht sichtbar ist oder wenn die Raumlage gemessen werden soll. Künstliche Horizonte werden vor allem benötigt
- in der Luftfahrt (insbesondere für den Steig-, Sink- und Kurvenflug),
- zur Fahrwerk- bzw. Fahrzeugstabilisierung,
- bei der Stabilisierung von Kameras, Scannern und Zieleinrichtungen,
- bei der Überwachung und Steuerung von Baumaschinen,
- bei der aktiven Neigetechnik für Schienenfahrzeuge und der Gleisvermessung,
- bei der Zentrierung von GPS- und anderen Funkantennen.

Viele Berechnungen zur Positionsbestimmung, bei denen früher ein künstlicher Horizont notwendig war, werden heute durch GNSS-Satellitenvermessung ersetzt. Dabei geht allerdings der Bezug zum Erdschwerefeld und dem terrestrischen Höhensystem verloren, was bei genauen Ortsbestimmungen zu berücksichtigen ist.

## Geschichte
Bereits vor dem Aufkommen der Luftfahrt wurden künstliche Horizonte in der astronomischen Navigation genutzt. Vorschläge für auf Kreiseln basierende künstliche Horizonte sind aus den 1740er Jahren dokumentiert. Spätere Verwirklichungen basierten auf dem Prinzip einer Wasserwaage und wurden direkt an einem Sextanten angebracht. Reste eines auf Quecksilbertropfen basierenden künstlichen Horizonts wurden aus dem Wrack der Erebus geborgen.

## Messprinzipien
Die instrumentelle Darstellung des Horizonts kann entweder statisch oder dynamisch erfolgen.

### Dynamische Messung
Auf bewegten Trägersystemen wie Flugzeugen, Straßen-, Schienenfahrzeugen und Schiffen oder beispielsweise schwingenden Strukturen wie Brücken, Kränen usw. kann der absolute Elevationswinkel auf solche Weise nicht bestimmt werden, da nicht zwischen der Erdbeschleunigung und der Zentripetalbeschleunigung des bewegten Trägers unterschieden werden kann.  Solche Vorrichtungen unterliegen bei bewegten Objekten der aus der Beschleunigung resultierenden Trägheitskraft (die sich bei Kreisbewegungen als Zentrifugalkraft zeigt) und zeigen nicht die tatsächliche Vertikale, sondern das Scheinlot an. Man verwendet deshalb in der Luftfahrt ein lagestabiles Kreiselinstrument, um eine Referenz für das wahre Lot und eben den Horizont zu erhalten.
Von der Industrie sind Messsysteme, mit denen auch auf dynamisch bewegten Trägern die Neigungswinkel gegenüber dem Horizont präzise bestimmt werden, entwickelt worden. Unter Neigungswinkel versteht man die Längsneigung (Nickwinkel) und die Querneigung (Rollwinkel). Ein solches Messsystem wird ebenfalls als künstlicher Horizont bezeichnet. Bei Fahrzeugen mit ausgeprägter Vorzugsbewegungsrichtung (KFZ, Schiff, U-Boot, Schienenfahrzeuge) kann für präzise Anwendungen ein externes Geschwindigkeitssignal als Stützinformation eingespeist werden (Tacho, GPS, DGPS, Radar etc.).
Im Folgenden wird der künstliche Horizont beschrieben, wie er in Luftfahrzeugen Verwendung findet. Seine Entwicklung geht auf Lawrence Sperry zurück.

## Flugzeuginstrument
Der künstliche Horizont (engl. attitude indicator), auch Horizontkreisel oder offiziell Fluglageanzeiger genannt, wird als Flugüberwachungsgerät zur Bestimmung der Lage des Luftfahrzeugs zur Erdoberfläche eingesetzt. Er bietet eine direkte, bildliche Darstellung der Lage in Relation zur Erdoberfläche, indem er die Fluglage um die Längsachse (engl. roll or bank attitude) und um die Querachse (engl. pitch attitude) anzeigt. Alle anderen Instrumente im Flugzeug können nur indirekt zur Bestimmung der Fluglage verwendet werden.
Bewegungen um die Hochachse werden dagegen nicht vom künstlichen Horizont dargestellt, sondern von einem weiteren Kreiselgerät – dem Wendezeiger.
Das Instrument ist für den Flug nach Instrumentenflugregeln und auch beim Nachtsichtflug unerlässlich. Auch im Flug nach Sichtflugregeln kann es nützlich oder notwendig sein, wenn die natürliche Horizontreferenz schwierig wird; etwa bei diesigem Wetter über offenem Wasser. Andererseits soll das Instrument einen Piloten nicht dazu verleiten, den Flug bewusst in schlechten Sichtverhältnissen fortzusetzen.
Für den Instrumentenflug sind mindestens zwei unabhängig voneinander funktionierende Systeme vorgeschrieben. Bei großen Verkehrsmaschinen ist sogar noch ein drittes, unabhängiges und mit eigener Notstrombatterie versorgtes Notsystem vorhanden.
Es gibt unterschiedliche Möglichkeiten, die Referenz zu erzeugen, mit der dem Piloten die Lage seines Luftfahrzeuges relativ zur Erde dargestellt wird. Hier soll die einfachste Möglichkeit beschrieben werden, die auch im modernen Cockpit mit elektronischen Fluginstrumenten als Backupsystem zur Verfügung steht: Der mit Unterdruck angetriebene Kreisel mit senkrecht stehender Achse, der seine Bewegung mechanisch auf das Skalenbild mit der Horizontlinie überträgt.

### Aufbau

Aufbau eines künstlichen Horizonts aus einem Flugzeug

Der künstliche Horizont enthält einen sogenannten Horizont- oder Lotkreisel, der infolge einer hohen Drehzahl (typischerweise 15.000 bis 20.000 Umdrehungen pro Minute) und der Kreiselwirkung in seiner Lage im Raum stabil bleibt, siehe Drallstabilisierung. Der vollkardanisch (mit drei Freiheitsgraden) aufgehängte Kreisel wird elektrisch oder mittels Unterdrucks angetrieben.
Der pneumatisch angetriebene Kreisel enthält an seiner Peripherie schräge Düsen, durch die ein kräftiger Luftstrom austritt. Die Luftzuführung erfolgt über eine Rohrleitung, die durch die Achsen der kardanischen Aufhängung geführt ist, sodass keine Drehmomente dabei entstehen. Der nötige Druckunterschied kann durch eine Druckpumpe an der Zuleitung oder eine Saugpumpe am Gehäuse aufrechterhalten werden; meist wird letztere Lösung verwendet.
Die Lage der Kreiselachse in Bezug zum Gehäuse kann durch mechanische oder elektrische Abgriffe auf die Anzeige übertragen werden.

### Funktion des Horizontkreisels
Ein schnell rotierender, reibungsfrei aufgehängter Kreisel behält die Lage seiner Achse im Raum bei. Das Flugzeug dreht sich gewissermaßen um das Instrument. Bei Nick- und Rollbewegungen des Luftfahrzeugs hält die Wirkung des Kreisels den Horizontbezug aufrecht.
Da es aber technisch unmöglich ist, einen absolut perfekten Kreisel herzustellen, hat jeder real existierende künstliche Horizont eine Kreiseldrift, welche die Anzeige mit der Zeit auswandern lässt. Deshalb muss ein künstlicher Horizont gestützt werden.
Der künstliche Horizont soll die Lage bezüglich der idealen Erdoberfläche anzeigen. Nun sind aber Koordinaten auf der Erde kein Inertialsystem, sondern die Erde dreht sich unter dem Kreisel weg. In kleinerem Ausmaß geschieht das auch, wenn das Flugzeug über der gekrümmten Erdoberfläche eine größere Distanz zurücklegt. Deshalb muss ein künstlicher Horizont nachgeführt werden.
Das Problem der Stützung und Nachführung wird von verschiedenen Herstellern unterschiedlich gelöst.
Grundlage dazu ist ein System, das die Lotrichtung erkennt. Weil sich diese aber während des Flugs nicht gleichmäßig ändert, sondern z. B. im Kurvenflug durch die Fliehbeschleunigung ins Scheinlot kippt, muss das System möglichst langsam auf solche Änderungen reagieren. Andererseits soll es sich beim Einschalten im unbeschleunigten Zustand des Luftfahrzeuges möglichst schnell nach der Lotrichtung einstellen.
Neben der automatischen Aufrichtung verfügen einige Kreisel auch über eine manuelle (früher auch pneumatische) Schnellaufrichtung, die für viele Anwendungen notwendig ist.

### Anzeige
Das Anzeigebild entspricht dem, was der Pilot auch bei Sichtflug sähe (Inside-out-Metapher). Die weiße Linie, die quer über die Anzeige verläuft, stellt den Horizont dar. Der Himmel ist blau, die Erde braun oder schwarz dargestellt. Der zentrale Punkt stellt (näherungsweise) die Richtung der Flugzeuglängsachse und die waagerechten Striche daneben die Flugzeugquerachse dar. So sinkt der Horizont im Steigflug unter die Längsachse, während er im Sinkflug über ihr liegt. Bei Linksneigung des Flugzeugs erscheint der Horizont nach rechts gekippt und umgekehrt.

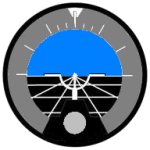
Künstlicher Horizont im Horizontalflug
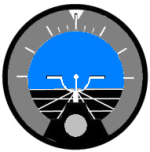
Künstlicher Horizont im Steigflug
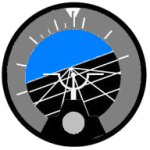
Künstlicher Horizont im Sinkflug mit Rechtskurve
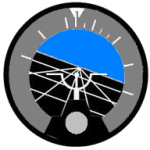
Künstlicher Horizont im Sinkflug mit Linkskurve

Zusätzlich lassen sich die Längs- und Querneigung mit dem Instrument grob messen. Der äußere Ring dient der Messung des Querneigungswinkels mit Hilfe des kleinen weißen Dreiecks. Der Ring hat Markierungen bei 10°, 20°, 30°, 60° und 90°. Im Beispiel ist die Skala horizontfest und die Referenzmarke flugzeugfest; es kann aber auch umgekehrt sein. Die beiden schrägen Linienpaare im Beispielbild zeigen Querneigungswinkel von 15° und 45° an, wenn sie in Flucht mit dem zentralen senkrechten Strich liegen.
Die zentrale Skala zeigt den Längsneigungswinkel in 5°-Schritten an, wobei der Mittelpunkt zur Ablesung benutzt wird.
Durch Veränderung des Anstellwinkels ändert sich der Winkel des Flugzeugs zu seinem Bewegungsvektor. So erhöht sich der Anstellwinkel z. B. im Langsamflug oder bei großer Beladung. Im korrekten waagerechten Flug zeigt der künstliche Horizont dieses steilere In-der-Luft-Liegen an, indem er etwas unterhalb des Mittelpunkts liegt. Um sich das Fliegen zu erleichtern, kann der Pilot in diesem Fall den Winkel zwischen Anzeigelängsachse und Flugzeuglängsachse mittels eines Knopfes einstellen.

#### Andere Anzeigen

Anzeigebild des Sperry F3. Die Längslage wird umgekehrt als heute üblich angezeigt.

Um die Längslage des Flugzeugs (den Nickwinkel, englisch "Pitch") in der heute üblichen Form anzuzeigen, kann die Kreisellage nicht direkt angezeigt werden, sondern die Anzeige muss durch einen Mechanismus "umgedreht" werden. Frühe Instrumente hatten noch keinen solchen "Umdrehmechanismus", sondern zeigten direkt die Kreisellage. Dadurch wurde die Längslage genau umgekehrt als heute üblich dargestellt. Der Flugzeugabsturz, bei dem Buddy Holly ums Leben kam (The Day the Music Died), ist darauf zurückzuführen, dass der Pilot (der keine gültige Instrumentenflugberechtigung hatte) sein gesamtes Instrumentenflugtraining mit "üblichen" Horizonten absolviert hatte, in der Unfallmaschine aber ein Horizont des Typs Sperry F3 eingebaut war, der die Längsneigung noch nach dem "alten" System, also genau gegenteilig, anzeigte.

Sowjetischer Fluglageanzeiger des Typs AGB 3K. Das Flugzeug befindet sich in einer sinkenden Linkskurve. Auf den ersten Blick ist die Darstellung genau gegenteilig zu der westlicher Horizonte.

In den früheren Ostblockländern wurde eine andere Anzeigemetapher verwendet, welche ein Flugzeug von außen gesehen vor dem Horizont zeigte (Outside-in-Metapher, ähnlich der Darstellung des Wendezeigers). Die Darstellung der Querlage (des Rollwinkels) ist daher genau gegenteilig zu dem der westlichen Horizonte, was bei Piloten, die von einem System aufs andere wechseln, zu Unsicherheiten und Fehlreaktionen führen kann. Mindestens zwei Abstürze von Passagiermaschinen sind darauf zurückzuführen. (Siehe Aeroflot-Flug 821 und Crossair-Flug 498)

### Beschleunigungs- und Kurvenfehler
Die Anzeige des künstlichen Horizonts wird beeinflusst durch den Beschleunigungsfehler und den Kurvenfehler. Diese werden durch die Stützung verursacht. Beiden Fehlern liegt das gleiche Phänomen zugrunde: Da zwischen Beschleunigung und Gravitation grundsätzlich nicht unterschieden werden kann, erfolgt die automatische Aufrichtung immer nach dem Scheinlot. Dieses weicht aber bei beschleunigten Zuständen vom wahren Erdlot ab. Damit verhindert die automatische Aufrichtung zwar im unbeschleunigten Geradeausflug das Auswandern der Anzeige, bewirkt aber ihrerseits bei Beschleunigungen stets einen neuen Anzeigefehler. Dieses Problem kann grundsätzlich, auch mit einem idealen Kreisel, nicht gelöst werden.
Um es zu verringern, wird bei einer starken Abweichung des Scheinlots von der aktuellen Kreiselposition, wie sie bei beschleunigten Zuständen typischerweise auftritt, die Kreiselstützung teils abgeschaltet. Das Verhalten des Horizonts unter beschleunigten Zuständen weicht unter den Modellen ab. Von einem Piloten wird erwartet, dass er das Verhalten „seines“ Horizontinstruments kennt.

### Betriebsgrenzen
Übliche Betriebsgrenzen für künstliche Horizonte, die nicht speziell für Kunstflug ausgelegt sind, sind 100° bis 110° bei Schräglage und 60° bis 70° beim Steigen oder Sinken.
Wird eine dieser Grenzen überschritten, so schlägt der Kardanrahmen an einem Anschlag an und die Anzeige wird unbrauchbar, bis der Kreisel wieder aufgerichtet wird. Es gibt voll kunstflugtaugliche Horizonte, diese sind aber teurer und werden daher nur in Militärflugzeugen eingesetzt.

## Elektronische Kreisel
Heute werden in neuen Flugzeugen kaum noch mechanische, sondern praktisch nur noch elektronische Kreiselinstrumente verbaut. Auch wenn sich die Bezeichnung Kreiselinstrumente teilweise noch erhalten hat, so enthalten die elektronischen Instrumente keine mechanischen Kreisel, sondern nur noch elektronische Beschleunigungssensoren. Gute elektronische Kreisel sind wartungsärmer, weisen eine höhere Messgenauigkeit gegenüber den mechanischen Konstruktionen auf und haben meistens auch weniger restriktive Betriebsgrenzen. Außerdem lässt sich ihre Anzeige in ein Glascockpit integrieren.
Die möglichen Lösungen reichen von günstigen Piezosensoren, wie sie in Modellhubschraubern eingesetzt werden, bis zu genauen, aber hochpreisigen Ringlaser-Kreiseln.
Um die Lage im Raum zu erhalten, müssen drei solcher Sensoren senkrecht zueinander angeordnet und das Integral aller momentanen Drehgeschwindigkeiten über die Zeit gebildet werden. Das setzt sehr genaue Messungen und eine entsprechende Verarbeitung der Messdaten voraus. Zusätzliche Beschleunigungssensoren können diese Rechnung ergänzen.